# Rio Novo (vattendrag i Brasilien, Amazonas, lat -5,30, long -61,85)
Rio Novo är ett vattendrag i Brasilien.   Det ligger i delstaten Amazonas, i den centrala delen av landet, 1 900 km nordväst om huvudstaden Brasília.
I omgivningarna runt Rio Novo växer i huvudsak städsegrön lövskog. Trakten runt Rio Novo är nära nog obefolkad, med mindre än två invånare per kvadratkilometer.